# Карени
Карените (на бирмански: ကရင်လူမျိုး) са племе, населяващо планинските местности в югоизточните части на Бирма и Тайланд. Те се занимават предимно със земеделие, но отглеждат и животни. Те често говорят различни езици и не споделят една и съща култура. Живеят основно в щата Карен в Мианмар. Представляват приблизително 7% (5 милиона души) от населението на Мианмар. Голям брой карени са се заселили и в Тайланд, където живеят близо до границата с Мианмар.
Някои карени, водени от Каренския национален съюз, водят война срещу централното правителство на Мианмар след 1949 г. Първоначално целта на съюза е независимост. От 1976 г. насам целта на групировката е по-скоро федерална система, а не независимост.